# Karl-Horst Lessing
Karl-Horst Lessing (* 23. März 1925 in Remscheid; † 11. November 1987 in Bad Ems) war ein Brigadegeneral der Luftwaffe der Bundeswehr. Der Schwerpunkt seiner Verwendungen lag im Militärischen Nachrichtenwesen, unter anderem im Militärischen Abschirmdienst, im Bundesnachrichtendienst und zuletzt als Kommandeur der Schule für Nachrichtenwesen der Bundeswehr von 1978 bis 1982.

## Leben

### Wehrmacht
Lessing, Sohn eines Oberst, absolvierte vom 10. Juni bis 18. September 1943 den Reichsarbeitsdienst. Er trat am 4. Januar 1944 als Reserveoffizierbewerber bei der Flugabwehrersatzabteilung 59 (motorisiert) in Gotha in die Wehrmacht ein und war dort bis Mai 1944. Von Mai bis November 1944 absolvierte er den AOB-Lehrgang an der Flugabwehrschule der Infanterie in Greifswald. Er war von November 1944 bis März 1945 Richtschütze und Geschützführer in der Panzerjägerabteilung 196 in Russland, den Karpaten und in Ungarn (Budapest). Von März bis April 1945 war er Ausbilder und Gruppenführer im Flugabwehrersatzbataillon 55 in Ulm und mit diesem im Raum Süddeutschland (Schwäbisch Hall) eingesetzt. Am 17. März 1945 wurde er zum Fahnenjunker-Unteroffizier ernannt. Von April 1945 bis März 1946 war er in US-amerikanischer Kriegsgefangenschaft.

### Polizei
Von Juni 1946 bis August 1957 durchlief Lessing die Ausbildung zum Polizeivollzugsbeamten und war Leiter eines Kommissariats des Polizeipräsidiums Darmstadt, zuletzt im Amt eines Kriminalkommissars.

### Bundeswehr
Am 1. September 1957 wurde Lessing als Leutnant in die Bundeswehr übernommen. Nach einem halben Monat an der Truppenschule Hamburg-Osdorf war seine erste Verwendung von September 1957 bis September 1958 als Bodenverteidigungsoffizier in der Fliegerhorstgruppe auf dem Fliegerhorst Landsberg/Lech. Danach war er von Oktober 1958 bis September 1962 Sachbearbeiter in der Gruppe des Militärischen Abschirmdienstes (MAD) im Wehrbereich VI in München.
Von 1962 bis 1964 absolvierte er den 7. Generalstabslehrgang Luftwaffe an der Höheren Technischen Schule der Luftwaffe in Neubiberg und der Führungsakademie der Bundeswehr in Hamburg, wo er zum Offizier im Generalstabsdienst ausgebildet wurde. Anschließend war er Generalstabsoffizier für Militärisches Nachrichtenwesen und Abteilungsleiter (A2) der 1. Luftwaffendivision in Fürstenfeldbruck. Es folgte eine Verwendung als Referent im Bundesnachrichtendienst von September 1966 bis September 1968. Zurück in der Bundeswehr wurde er Referent im Führungsstab der Streitkräfte im Bundesministerium der Verteidigung in Bonn in den Referaten IV 9, IV 4 und III 8. Von April 1971 bis September 1972 war er Generalstabsoffizier für Führung, Organisation und Ausbildung und Abteilungsleiter im Stab des Amtes für Sicherheit der Bundeswehr, der Zentrale des MAD, von Oktober 1972 bis September 1976 Kommandeur der MAD-Gruppe VI in München und von Oktober 1976 bis September 1978 Referatsleiter II 6 im Führungsstab der Streitkräfte im Bundesministerium der Verteidigung in Bonn.
In seiner letzten Verwendung war Lessing von Oktober 1978 bis September 1982 Kommandeur der Schule für Nachrichtenwesen in Bad Ems. Aus gesundheitlichen Gründen wurde er 57-jährig mit Ablauf des September 1982 in den Ruhestand versetzt.
Lessing war verheiratet und hatte ein Kind.